# Hool (Laarbeek)
Het Hool is een buurtschap in het buitengebied van de voormalige gemeente Lieshout, nu deel van de gemeente Laarbeek in de Nederlandse provincie Noord-Brabant. De buurtschap bestaat uit een groepje boerderijen aan de rand van een hoge akker tussen Lieshout en Beek, aan de noordzijde van de Provinciale weg N615, die daar Beekseweg heet. De weg kruist de Goorloop die de buurtschap aan de zuid- en oostzijde begrensde en loopt onder de naam Lieshoutseweg verder naar Beek en Donk.

## Geschiedenis
Het toponiem het Hool komt al voor in de verpondingskohieren van 1681. In 1736 werden, in de eerste huizenlijst die te Lieshout is opgesteld, vier boerenbedrijven geteld in het gebied dat nu het Hool heet. In 1792, toen de laatste lijst werd opgemaakt, waren dat er inmiddels acht.

## Huidige situatie

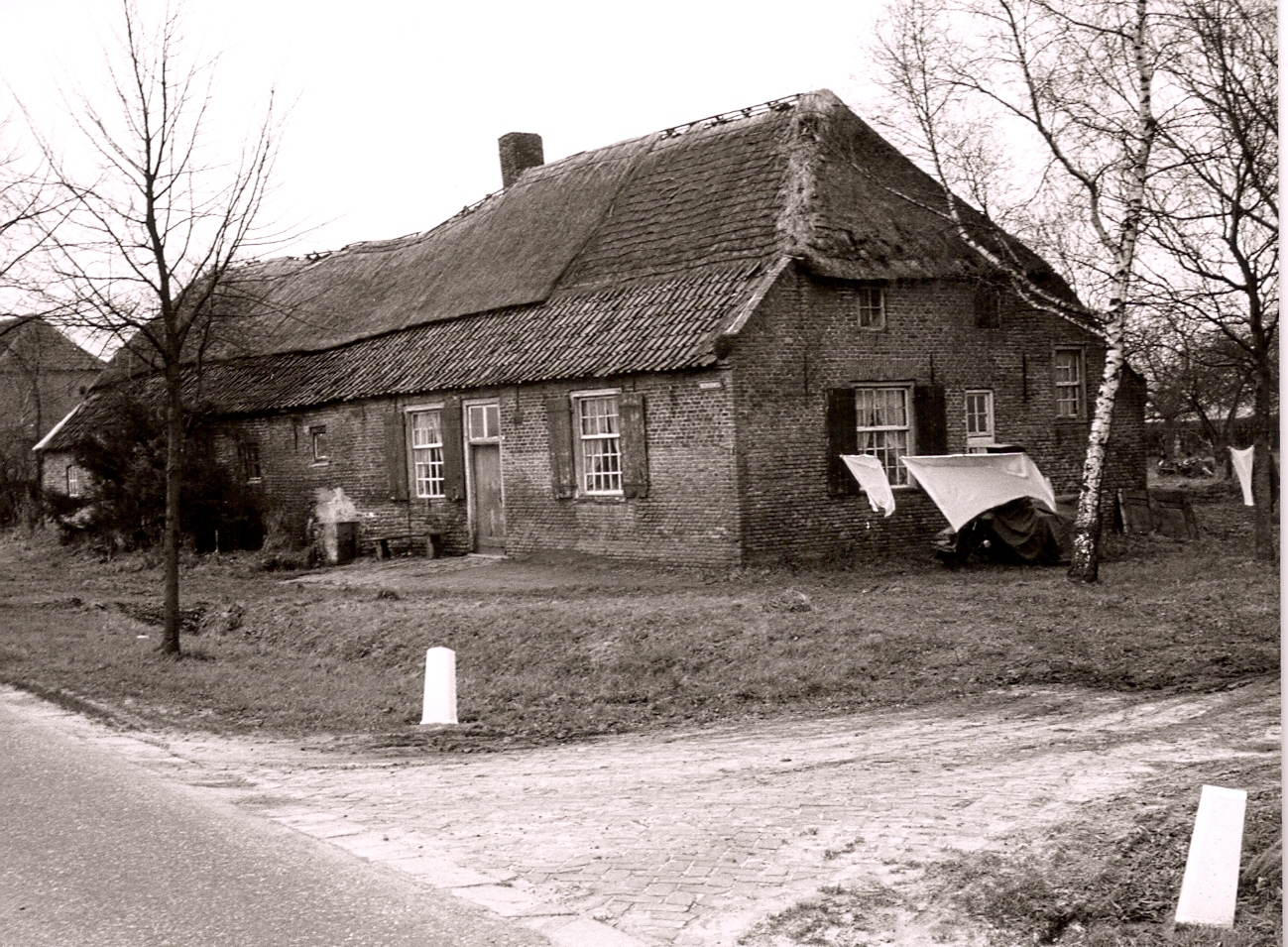
Boerderij de Witte Put

De beeldbepalende boerderij de Witte Put is in 1965 verkocht aan de firma Staadegaard die het gebouw gesloopt heeft om ter plekke een showroom te bouwen. Toen aan het begin van deze eeuw het industrieterrein de Stater werd aangelegd, voornamelijk bedoeld om de brouwerij Bavaria uitbreidingsmogelijkheden te bieden, moesten de boerderijen het veld ruimen die in het Hool ten zuiden van de Beekseweg lagen. Er werden nabij het industrieterrein wel enkele nieuwe kleine boerderijen gebouwd, maar het historische karakter van de buurtschap is vrijwel verloren gegaan. Er staat nog één oude langgevelboerderij, met het jaartal 1864. Deze is gerenoveerd en was anno 2013 nog in bedrijf.
Hoofdplaats: Beek en Donk      Dorpen: Aarle-Rixtel · Lieshout · Mariahout

Buurtschappen: Achterbosch · Asdonk · Beemdkant · Bemmer · Broek · Broekkant · Deense Hoek · Donkersvoort · Ginderdoor · Groenewoud · Heereind · Hei · Heikant · 't Hof · Hool · Karstraat · Laar · Strijp

Noord-Brabant: Steden en dorpen      Nederland: Provincies · Gemeenten